# آنتونی استور
آنتونی استور (انگلیسی: Anthony Storr؛ ۱۸ مهٔ ۱۹۲۰ – ۱۷ مارس ۲۰۰۱) یک روان‌کاو، روانپزشک و پدیدآور اهل بریتانیا بود.
وی دانش‌آموختهٔ کالج وینچستر، کالج مسیح دانشگاه کمبریج و «دانشکدهٔ پزشکی بیمارستان وست‌مینستر» بود.
از جمله آثار او می‌توان به کتاب «تنهایی، بازگشت به خود» اشاره کرد.